# NGC 744
NGC 744 (również OCL 345) – gromada otwarta znajdująca się w gwiazdozbiorze Perseusza. Odkrył ją John Herschel 28 listopada 1831 roku. Jest położona w odległości ok. 3,9 tys. lat świetlnych od Słońca.